# Cystoderma

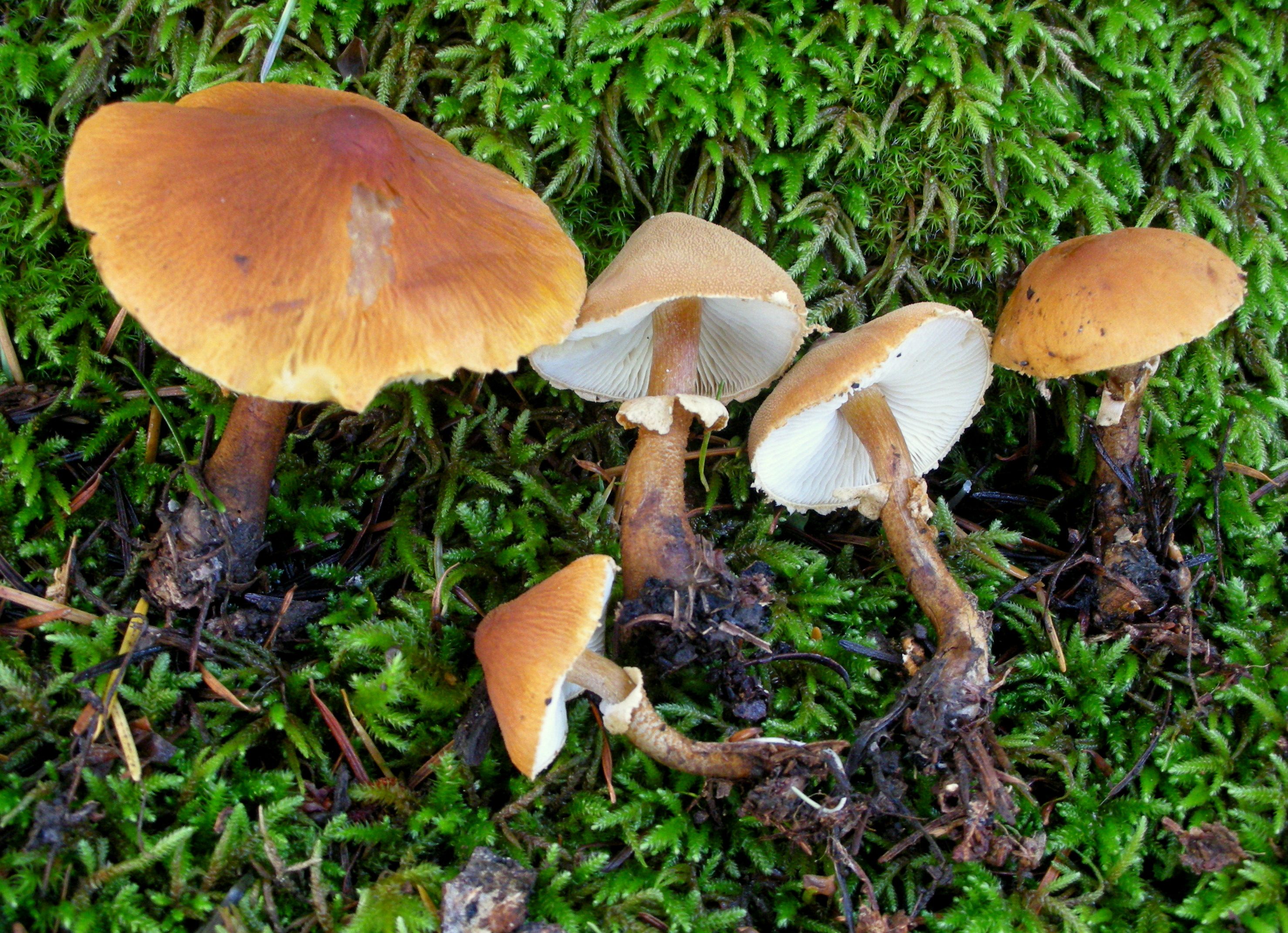
Ziarnówka górska

Cystoderma Fayod (ziarnówka) – rodzaj grzybów z rzędu pieczarkowców (Agaricales).

## Charakterystyka
Naziemne grzyby saprotroficzne. Kapelusze różnobarwne, suche, pokryte drobnymi, dającymi się zetrzeć ziarenkami. Blaszki jasno zabarwione, przyrośnięte do trzonu. Trzony ziarniste, z kosmkowatą strefą pierścieniową lub skórkowatym pierścieniem. Wysyp zarodników biały, amyloidalny lub nieamyloidalny. Zarodniki krótkoeliptyczne do długoeliptycznych, gładkie, bez pory rostkowej. Trama blaszek regularna (strzępki biegną równolegle).
Wszystkie gatunki są trujące. Powodują zaburzenia w układzie pokarmowym, a spożyte w stanie surowym hemolizę krwi.

## Systematyka i nazewnictwo
Pozycja w klasyfikacji według Index Fungorum: Incertae sedis, Agaricales, Agaricomycetidae, Agaricomycetes, Agaricomycotina, Basidiomycota, Fungi.
Polską nazwę podali Barbara Gumińska i Władysław Wojewoda w 1968 r.
Gatunki występujące w Polsce:
- Cystoderma amianthinum (Scop.) Fayod 1889 – ziarnówka ochrowożółta
- Cystoderma carcharias (Pers.) Fayod 1889 – ziarnówka blada
- Cystoderma fallax A.H. Sm. & Singer 1945 – ziarnówka górska
- Cystoderma intermedium Harmaja 1979 – ziarnówka pośrednia[5]
- Cystoderma jasonis (Cooke & Massee) Harm. 1978 – ziarnówka żółtawa
- Cystoderma superbum Huijsman 1956 – ziarnówka winnopurpurowa
- Cystoderma subvinaceum A.H. Sm. 1945[6]
- Cystoderma tuomikoskii Harmaja 1979

Nazwy naukowe na podstawie Index Fungorum. Wykaz gatunków i nazwy polskie według Władysława Wojewody (bez przypisów) i innych.